# Anne tóc đỏ
Anne with an E (tên ban đầu Anne cho mùa đầu tiên) là phim truyền hình dài tập của Canada  dựa theo tác phẩm văn học thiếu nhi kinh điển năm 1908 của Lucy Maud Montgomery, Anne tóc đỏ dưới chái nhà xanh. Được sản xuất bởi Moira Walley-Beckett cho CBC và các diễn viên Amybeth McNulty trong vai Anne Shirley, Geraldine James trong vai Marilla Cuthbert, R. H. Thomson trong vai Matthew Cuthbert, Dalila Bela  trong vai Diana Barry và Lucas Jade Zumann trong vai Gilbert Blythe
Bộ phim được công chiếu vào ngày 19 tháng 3 năm 2017, trên kênh CBC và phát hành quốc tế vào ngày 12 tháng 5 trên Netflix. Phần 2 được phát hành vào ngày 3 tháng 8 năm 2017 và phần 3 vào tháng 8 năm 2018. Ngay sau khi phần 3 được phát hành vào năm 2019, CBC và Netflix đã thông báo rằng loạt phim đã bị hủy bỏ.
Anne with an E nhận được nhiều phản hồi tích cực và đã nhận được Giải thưởng Màn ảnh Canada cho Phim truyền hình Chính kịch xuất sắc nhất vào năm 2017 và năm 2018. Loạt phim truyền hình khai thác nhiều vấn đề như giúp đỡ trẻ mồ côi, bỏ rơi trẻ em, chấn thương tâm lý, tuân thủ chuẩn mực xã hội, bất bình đẳng giới, phân biệt chủng tộc, tôn giáo, đồng tính luyến ái, bắt nạt, và tự do ngôn luận.

## Tóm tắt
Vào 1896, người anh trai và em gái Matthew và Marilla Cuthbert (sống với nhau và họ chưa từng kết hôn) quyết định nhận nuôi một cô bé mồ côi để phụ giúp trông nom công việc xung quanh trang trại của tổ tiên ở Green Gables, ngoại ô thị trấn Avonlea, đảo Hoàng tử Edward của Canada. Khi Matthew đi đón đứa bé ở nhà ga xe lửa, ông thấy Anne Shirley 13 tuổi, một cô gái giàu trí tưởng tượng, sáng dạ, can đảm và nói nhiều, thay vì là một cô gái mồ côi cha mẹ khi chỉ vài tháng tuổi. Anne từng làm người trông trẻ ở nhiều gia đình khác nhau trước khi được đưa vào trại mồ côi.
Matthew quyết định cho Anne ở lại thì Marilla lại không tin vào Anne, với thân phận là một đứa trẻ mồ côi vô danh và một cô gái trẻ vô dụng. Sự ngờ vực của Marilla càng được xác nhận khi cô không thể tìm thấy cây trâm cài áo của cô, và điều này đã khiến cô tin rằng Anne chính là kẻ trộm. Gia đình Cuthbert đuổi Anne đi và do đó Anne bị "trả lại" cho cô nhi viện. Khi quay về trại mồ côi, Anne đã sợ hãi khi bước vào đó, bị ám ảnh sự bắt nạt khi còn ở trong trại mồ côi và quay trở lại ga xe lửa. Trong khi đó, Marilla phát hiện rằng chiếc trâm bị thất lạc chứ không phải bị mất và chính những định kiến của mình đã khiến cô tin rằng Anne chính là tên trộm. Matthew sau đó tìm thấy Anne và thuyết phục cô bé quay trở lại Green Gables, nơi cô ấy chính thức trở thành một phần trong gia đình Cuthbert. Tuy nhiên, Anne phải tiếp tục đối mặt với sự bắt nạt đến từ các học sinh trường Avonlea, sự phân biệt đối xử đến từ cha mẹ của Diana, và những người khác ở Avonlea. Anne một lần nữa quay trở lại chế độ sinh tồn tưởng tượng của mình. Cuối cùng với sự thông minh và khả năng giải quyết mọi việc, những người còn lại của ngôi trường đã chấp nhận Anne.

## Diễn viên

### Diễn viên chính
- Amybeth McNulty trong vai Anne Shirley[1] (sau đó được đổi thành Anne Shirley-Cuthbert)
- Geraldine James trong vai Marilla Cuthbert[1]
- Dalila Bela trong vai Diana Barry[2]
- Lucas Jade Zumann trong vai Gilbert Blythe[3]
- Aymeric Jett Montaz trong vai Jerry Baynard[2]
- R. H. Thomson trong vai Matthew Cuthbert[1]
- Corrine Koslo trong vai  Rachel Lynde[2] (phần 2–3; lặp lại phần 1)
- Dalmar Abuzeid trong vai Sebastian "Bash" Lacroix (phần 2–3)[4]
- Cory Grüter-Andrew trong vai Cole Mackenzie (phần 2–3)[4]
- Joanna Douglas trong vai Miss Muriel Stacy (phần 3; lặp lại phần 2)

### Diễn viên phụ và khách mời
- Jonathan Holmes vai Ông William Barry
- Helen Johns vai Bà Eliza Barry
- Ryan Kiera Armstrong vai Minnie May Barry
- Deborah Grover vai Josephine Barry
- Wayne Best vai John Blythe
- Phillip Williams vai Thomas Lynde
- David Ingram vai Ông Harmon Andrews
- Janet Porter vai Bà Andrews
- Christian Martyn vai Billy Andrews
- Lia Pappas-Kemps vai Jane Andrews
- Ella Jonas Farlinger vai Prissy Andrews
- Jim Annan vai Ông Gillis
- Fiona Byrne vai Bà Gillis
- Kyla Matthews vai Ruby Gillis
- Jacob Ursomarzo vai Moody Spurgeon
- Stephen Tracey vai Thầy Phillips
- Miranda McKeon vai Josie Pye
- Glenna Walters vai Tillie Boulter
- Katelyn Wells vai Mary Joe
- Jacob Horsley vai Charlie Sloane
- Taras Lavren vai Nate
- Shane Carty vai Mr. Dunlop
- Cara Ricketts vai Mary LaCroix
- Araya Mengesha vai Elijah Hanford
- Nicky Lawrence vai Jocelyn
- Lisa Codrington vai Constance
- Melanie Nicholls-King vai Hazel Lacroix
- Kiawenti:io Tarbell vai Ka'kwet
- Brandon Oakes vai Aluk
- Dana Jeffrey vai Oqwatnuk
- Ashleigh Stewart vai Winifred "Winnie" Rose
- Ines Feghouli vai Sandy Baynard
- Trenna Keating vai Bà Pye

## Tập
| Mùa | Mùa | Số tập | Số tập | Phát sóng gốc       | Phát sóng gốc        | Ngày phát hành Netflix |
| Mùa | Mùa | Số tập | Số tập | Phát sóng lần đầu   | Phát sóng lần cuối   | Ngày phát hành Netflix |
| --- | --- | ------ | ------ | ------------------- | -------------------- | ---------------------- |
|     | 1   | 7      | 7      | 19 tháng 3 năm 2017 | 30 tháng 4 năm 2017  | 12 tháng 5,2017        |
|     | 2   | 10     | 10     | 23 tháng 9 năm 2018 | 18 tháng 11 năm 2018 | 6 tháng 12,2018        |
|     | 3   | 10     | 10     | 22 tháng 9 năm 2019 | 24 tháng 11 năm 2019 | 3 tháng 1,2020         |

### Season 1 (2017)
Tiêu đề của mùa được trích dẫn từ Charlotte Brontë, Jane Eyre.
| TT. tổng thể | TT. trong mùa phim | Tiêu đề                                | Đạo diễn          | Biên kịch            | Ngày phát hành gốc  |
| --- | ------------------ | -------------------------------------- | ----------------- | -------------------- | ------------------- |
| 1 | 1                  | "Your Will Shall Decide Your Destiny"  | Niki Caro         | Moira Walley-Beckett | 19 tháng 3 năm 2017 |
| Anne Shirley, 13 tuổi, là một cô bé mồ côi thông minh và giàu trí tưởng tượng. Cô bé đã vui mừng khôn xiết khi biết mình được nhận nuôi bởi Marilla và Matthew, hai anh em lớn tuổi ở trang trại Chái Nhà Xanh. Nhưng khi đến nơi, Anne phát hiện ra người họ mong đợi là một cậu bé. Trong khi Matthew nhanh chóng có thiện cảm với cô bé thì Marilla lại quyết tâm đưa cô trở lại trại trẻ mồ côi, nhưng bà đã thay đổi quyết định sau khi thoáng nhìn thấy cuộc sống của Anne. Marrila đã đồng ý cho cô bé sống thử một tuần. Anne nỗ lực cho hai anh em nhà Cuthbert thấy rằng sự có ích của cô trong trang trại. Khi Marilla không thể tìm thấy chiếc trâm cài áo của bà, bà đã buộc tội Anne lấy trộm nó. Anne phủ nhận việc đó, nhưng khi Marilla đe dọa sẽ đuổi cô bé đi trừ khi cô thú nhận, Anne nói rằng cô đã đánh mất nó khi chơi với nó ngoài trời. Marilla đã gửi Anne trở lại trại trẻ mồ côi, nhưng sau đó phát hiện ra chiếc trâm chỉ rơi giữa đệm ghế. Bà đã nhờ Matthew tìm Anne, nhưng khi ông đến ga xe lửa quá muộn. |                    |                                        |                   |                      |                     |
| 2 | 2                  | "I Am No Bird, and No Net Ensnares Me" | Helen Shaver      | Moira Walley-Beckett | 26 tháng 3 năm 2017 |
| Mang theo ký ức về việc bị bắt nạt, Anne đến trại trẻ mồ côi. Trong khi đó, Matthew cố gắng bắt kịp cô bé. Marilla lo lắng và bồn chồn ở Chái Nhà Xanh, bà muốn đi theo họ, nhưng bà Lynde thuyết phục bà ở lại. Trong khi đó, Anne đã ngủ bên ngoài trại trẻ mồ côi và thuyết phục một người bán sữa đưa cô đi cùng. Khi Matthew đến trại trẻ mồ côi, người quản lí trại bảo Anne đã không trở lại. Người bán sữa cho Matthew biết nơi tìm Anne. Họ gặp lại nhau tại ga xe lửa, nơi Anne đang ngâm thơ để kiếm tiền. Anne không đồng ý quay lại, nhưng khi Matthew gọi cô là con gái, cô đã ôm lấy ông. Anne, Matthew và Marilla tham gia một buổi dã ngoại ở nhà thờ; Anne bỏ chạy sau khi nghe những lời bình luận căm ghét của người dân thị trấn về cô. Marilla tìm thấy cô và cầu xin sự tha thứ. Gia đình Cuthbert yêu cầu Anne lấy họ của họ bằng cách ký tên vào Kinh thánh gia đình, điều mà cô ấy hào hứng làm. |                    |                                        |                   |                      |                     |
| 3 | 3                  | "But What Is So Headstrong as Youth?"  | Sandra Goldbacher | Moira Walley-Beckett | 2 tháng 4 năm 2017  |
| Anne rất hào hứng khi bắt đầu đi học và kết bạn, nhưng cô bé bị bắt nạt do chưa từng đến trường trước đó. Marilla cũng vậy, bà thử trải nghiệm những điều mới khi nhận lời mời tham gia nhóm "Những bà mẹ tiến bộ". |                    |                                        |                   |                      |                     |
| 4 | 4                  | "An Inward Treasure is Born"           | David Evans       | Moira Walley-Beckett | 9 tháng 4 năm 2017  |
| Anne đang phải đối mặt với quyết định có quay lại trường học hay không, nhưng một đám cháy ở nhà Gillis và những hành động thông minh tháo vát của Anne đã giúp cô đưa ra quyết định. |                    |                                        |                   |                      |                     |
| 5 | 5                  | "Tightly Knotted to a Similar String"  | Patricia Rozema   | Moira Walley-Beckett | 16 tháng 4 năm 2017 |
| Anne phải đương đầu với sự không thể tránh khỏi của việc làm phụ nữ khi cô có kỳ kinh lần đầu nhưng không được chuẩn bị trước và ban đầu còn tin rằng mình sắp chết. Cùng lúc đó, Marilla và Matthew quen với vai trò làm cha mẹ và hồi tưởng lại những khoảnh khắc thời trẻ của họ thông qua Anne. |                    |                                        |                   |                      |                     |
| 6 | 6                  | "Remorse Is the Poison of Life"        | Paul Fox          | Moira Walley-Beckett | 23 tháng 4 năm 2017 |
| Khi Minne May, em gái của Diana mắc bệnh, cô chạy đến Chái Nhà Xanh để được giúp đỡ. Trong khi đó, ở trang trại Blythe chứng kiến sự thay đổi, khi Marilla được nhắc nhở về những gì cô đã từ bỏ và Matthew nhận được một số tin tức đáng lo ngại. |                    |                                        |                   |                      |                     |
| 7 | 7                  | "Wherever You Are Is My Home"          | Amanda Tapping    | Moira Walley-Beckett | 30 tháng 4 năm 2017 |
| Đối mặt với cuộc khủng hoảng tài chính, nhà Cuthbert thề sẽ làm bất cứ điều gì có thể để cứu trang trại. Điều này dạy cho Anne sức mạnh của tình bạn và tình yêu. |                    |                                        |                   |                      |                     |

### Season 2 (2018)
Toàn bộ phần thứ hai được công chiếu trên Netflix vào ngày 6 tháng 7 năm 2018, trước khi công chiếu trên CBC vào ngày 23 tháng 9 năm 2018. Tên của các tập được trích dẫn từ George Eliot, Middlemarch.
| TT. tổng thể | TT. trong mùa phim | Tiêu đề                                                                  | Đạo diễn       | Biên kịch            | Ngày phát hành gốc   |
| --- | ------------------ | ------------------------------------------------------------------------ | -------------- | -------------------- | -------------------- |
| 8 | 1                  | "Youth is the Season of Hope"                                            | Helen Shaver   | Moira Walley-Beckett | 23 tháng 9 năm 2018  |
| Những vị khách trọ ở nhà Cuthbert đã dấy lên sự phấn khích với một câu hỏi: Liệu có vàng ở Avonlea? Nate cung cấp sự giúp đỡ cho cư dân của Avonlea trong việc thử đất của họ để tìm vàng với giá 150 đô la cho mỗi tài sản. Ở một nơi khác, Gilbert kết bạn mới trên biển. Anne, Marilla và Matthew thực hiện một chuyến dã ngoại đến bãi biển. |                    |                                                                          |                |                      |                      |
| 9 | 2                  | "Signs are Small Measurable Things, but Interpretations are Illimitable" | Paul Fox       | Shernold Edwards     | 30 tháng 9 năm 2018  |
| Tàu hơi nước hạ cánh ở Trinidad, khiến Bash đối mặt với mẹ và quá khứ của anh. Nhà Barry điêu đứng sau cơn sốt tìm vàng, nhưng Matthew và Marilla quyết định không chi 150 đô la để có đất thử vàng. |                    |                                                                          |                |                      |                      |
| 10 | 3                  | "The True Seeing is Within"                                              | Ken Girotti    | Kathryn Borel, Jr.   | 7 tháng 10 năm 2018  |
| Anne đi cùng nhà Barry đến Charlottetown. Ở đó, cô và Diana điều tra về vàng ở Avonlea, và được một nhà báo cho biết rằng một vụ lừa đảo như thế này đã xảy ra ở một vùng khác của Canada vài năm trước, và các khả năng có vàng ở Avonlea cũng có thể là giả mạo. Anne cố gắng cảnh báo nhà Barry về điều này, nhưng bị từ chối. Ông Barry đưa tất cả số tiền cho Nate, người hiện dự định rời đi với Dunlop. Anne cảnh báo Marilla về Nate và ông Dunlop, nhưng cả hai đã nghe lén được cô và trói họ lại. Anne và bà Marilla trốn thoát và thông báo cho Matthew về những gì đã xảy ra, và ông cùng với những người hàng xóm của mình đi xe để cố gắng bắt họ. Ông Dunlop bị bắt, nhưng Nate trốn thoát với tất cả số tiền. |                    |                                                                          |                |                      |                      |
| 11 | 4                  | "The Painful Eagerness of Unfed Hope"                                    | Anne Wheeler   | Jane Maggs           | 14 tháng 10 năm 2018 |
| Giả vờ mình là Matthew, Anne viết thư cho Jeannie để cố gắng khơi lại mối tình xưa. Matthew cuối cùng cũng phát hiện ra và nói với Anne rằng ông đã bị tổn thương như thế nào với những gì cô bé đã làm, điều này đã làm cô bé tổn thương. Matthew gặp Jeannie trong thị trấn và nói với cô ấy về trò đùa của Anne, nhưng ông muốn dành những năm tháng còn lại của mình để nuôi dưỡng Anne. Diana và Minnie May đang được mẹ huấn luyện cách trở thành một phụ nữ lịch thiệp, điều này khiến gia đình căng thẳng tột độ. Một người phụ nữ mang thai cần sự giúp đỡ của Gilbert để sinh con. |                    |                                                                          |                |                      |                      |
| 12 | 5                  | "The Determining Acts of Her Life"                                       | Norma Bailey   | Amanda Fahey         | 21 tháng 10 năm 2018 |
| Trò chơi quay chai gợi lên những câu hỏi nhức nhối về tình yêu và sắc đẹp. Anne và Cole trở nên gắn bó với nhau nhờ sự khác biệt của họ khi Gilbert quay trở lại Avonlea, mang theo Bash. |                    |                                                                          |                |                      |                      |
| 13 | 6                  | "I Protest Against Any Absolute Conclusion"                              | Ken Girotti    | Naledi Jackson       | 28 tháng 10 năm 2018 |
| Anne phải đối mặt với thế giới với mái tóc rất ngắn, sau khi đã cô đã biến mái tóc thành màu xanh khi cố nhuộm thành màu đen. Thị trấn chuẩn bị cho vở kịch Giáng sinh hàng năm, và Anne bất ngờ được có một trong những vai chính vào phút cuối. Gilbert và Bash ăn bữa tối Giáng sinh cùng với nhà Cuthbert. Billy ghen tỵ với Cole nên đã đầy cậu ngã, khiến cậu bị gãy cổ tay. |                    |                                                                          |                |                      |                      |
| 14 | 7                  | "Memory Has as Many Moods as The Temper"                                 | Anne Wheeler   | Jane Maggs           | 4 tháng 11 năm 2018  |
| Cole đi cùng Anne và Diana đến nhà dì Josephine để tham dự một bữa tiệc xa hoa đầy bất ngờ. Trong lúc đó, Marilla bắt đầu bị đau đầu do suy nhược và lo lắng rằng bà ấy sẽ là gánh nặng cho Anne. |                    |                                                                          |                |                      |                      |
| 15 | 8                  | "Struggling Against the Perception of Facts"                             | Amanda Tapping | Shernold Edwards     | 11 tháng 11 năm 2018 |
| Marilla gặp bác sĩ nhãn khoa và được tặng một chiếc kính đọc sách mới. Bash bị phân biệt chủng tộc ở Avonlea và gặp một phụ nữ trong "The Bog", một nơi gần đó, nơi mà tất cả người da đen trong khu vực dường như sinh sống. Marilla mua lại một số đồ gia truyền được trưng bày tại một cửa hàng cầm đồ địa phương. Sau khi được thày Phillips thông báo rằng Prissy không thể học đại học sau khi họ kết hôn, cô ấy đã bỏ anh tại trong thánh đường vào ngày cưới của họ. |                    |                                                                          |                |                      |                      |
| 16 | 9                  | "What We Have Been Makes Us What We Are"                                 | Paul Fox       | Moira Walley-Beckett | 18 tháng 11 năm 2018 |
| Một giáo viên hoàn toàn mới là Cô Stacy mang những phương pháp độc đáo - và một chiếc xe máy - đến Avonlea. Kế hoạch đẩy nhanh việc học của Gilbert khiến Bash cảm thấy mất mát. Anne rất thích cô giáo mới vì cô bé cảm thấy cô Stacy là một người có tinh thần tốt. Những chàng trai đã từng bắt nạt Cole đến tòa nhà bí mật của anh ta trong rừng và phá hủy nó cùng với tất cả các tác phẩm điêu khắc của anh ta. Cole nhận ra rằng đó có lẽ là Billy, và quay lại trường và đánh nhau với cậu ta. Anne vô cùng khó chịu với cái bẫy do Matthew giăng ra để bắt con cáo yêu quý của mình. |                    |                                                                          |                |                      |                      |
| 17 | 10                 | "The Growing Good of the World"                                          | Paul Fox       | Moira Walley-Beckett | 18 tháng 11 năm 2018 |
| Một cuộc họp ở tòa thị chính được tổ chức để quyết định về số phận của cô Stacy, nhưng Anne và bạn bè của cô đã thể hiện tình yêu và sự cần thiết của họ dành cho cô và thị trấn đã bỏ phiếu để giữ cô Stacy làm giáo viên cho Avonlea. Dì Josephine cho phép Cole ở lại với bà ấy ở Charlottetown. Bash và Mary kết hôn. |                    |                                                                          |                |                      |                      |

### Season 3 (2019)
```
Phần thứ ba được phát sóng lần đầu tiên trên CBC vào ngày 22 tháng 9 năm 2019. Phim công chiếu trên Netflix vào ngày 3 tháng 1 năm 2020. Tên các tập được trích dẫn từ 
Mary Shelley
, 
Frankenstein
.
```

| TT. tổng thể | TT. trong mùa phim | Tiêu đề                                                           | Đạo diễn       | Biên kịch                      | Ngày phát hành gốc   |
| --- | ------------------ | ----------------------------------------------------------------- | -------------- | ------------------------------ | -------------------- |
| 18 | 1                  | "A Secret Which I Desired to Divine"                              | Anne Wheeler   | Moira Walley-Beckett           | 22 tháng 9 năm 2019  |
| Khi sinh nhật thứ mười sáu của Anne đến gần, cô thấy mình khao khát được biết thêm về nguồn gốc của mình, điều này khiến Matthew và Marilla ngạc nhiên và đau khổ. Tuy nhiên, họ đồng ý để cô quay lại trại trẻ mồ côi để tìm hiểu. Mary và Bash có một bé gái và Marilla đến hơn ba lần một tuần để giúp họ. Diana rất buồn vì cha mẹ cô sẽ không cho cô học tại Queens vào năm tới cùng với những người bạn còn lại của cô. Anne viết một bài báo về một bộ tộc da đỏ địa phương và trở thành bạn của một trong những cô gái ở đó. |                    |                                                                   |                |                                |                      |
| 19 | 2                  | "There is Something at Work in My Soul Which I Do Not Understand" | Kim Nguyen     | Jane Maggs                     | 29 tháng 9 năm 2019  |
| Cuộc tìm kiếm của Anne đưa cô trở lại trại trẻ mồ côi, nhưng họ không có hồ sơ về cha mẹ cô. Cole đề nghị họ quay lại vào tuần sau và đến nhà thờ địa phương để xem họ có bất kỳ thông tin nào về cha mẹ Anne không. Trong khi đó, Elijah đến thăm Avonlea, nhưng bực bội vì Mary có con mới và say xỉn. Sau đó, anh ta bỏ đi và đánh cắp một số vật có giá trị của Gilbert. Lúc này, Gilbert gặp một phụ nữ trẻ đẹp tên là Winifred Rose |                    |                                                                   |                |                                |                      |
| 20 | 3                  | "What Can Stop the Determined Heart"                              | Anne Wheeler   | Shernold Edwards               | 6 tháng 10 năm 2019  |
| Mary được chẩn đoán mắc bệnh nhiễm trùng huyết, và bác sĩ chỉ cho cô ấy khoảng 1-2 tuần để sống. Để đáp lại điều này, cộng đồng Avonlea đã gây bất ngờ cho Mary vào lễ Phục sinh bằng một bữa tiệc lớn tại dinh thự nhà Barry. |                    |                                                                   |                |                                |                      |
| 21 | 4                  | "A Hope of Meeting You in Another World"                          | Norma Bailey   | Tracey Deer                    | 13 tháng 10 năm 2019 |
| Matthew cho phép Anne tiếp tục tìm kiếm thông tin về cha mẹ đẻ của mình, bất chấp sự nghi ngờ của Marilla. Trong khi nghiên cứu, Anne phát hiện ra rằng họ đã chết khi cô còn là một đứa trẻ, và họ vốn là người Scotland. Bash cố gắng đưa lá thư của Mary cho Elijah, nhưng cuối cùng họ đã đánh nhau. Ka’kwet rất hào hứng khi được đi học tại một trường học ở Canada dành cho người da đỏ, nhưng rất không vui khi cô đến đó sau khi bị phân biệt chủng tộc và bị đánh. Diana bị thương ở mắt cá chân trong thời gian xa bố mẹ. |                    |                                                                   |                |                                |                      |
| 22 | 5                  | "I Am Fearless and Therefore Powerful"                            | Paul Fox       | Naledi Jackson                 | 20 tháng 10 năm 2019 |
| Những đứa trẻ ở trường luyện tập cho vũ điệu chuồng trại County Fair sắp tới, mang đến những lo lắng lãng mạn trong đầu. Các cô gái đang vướng vào nỗi sợ hãi về hôn nhân và làm mẹ. Gilbert viết cáo phó cho Mary trên tờ báo của trường. Jerry dẫn Diana từ trường về nhà và một mối tình lãng mạn bắt đầu |                    |                                                                   |                |                                |                      |
| 23 | 6                  | "The Summit of My Desires"                                        | Norma Bailey   | Amanda Fahey                   | 27 tháng 10 năm 2019 |
| Avonlea tổ chức Hội chợ Hạt Island. Jerry và Diana trở nên thân thiết hơn, trong khi Anne ghen tuông tấn công Gilbert khi thấy anh đi cùng Winifred Rose. Trong khi đó, Billy bảo vệ danh tiếng của Josie. |                    |                                                                   |                |                                |                      |
| 24 | 7                  | "A Strong Effort of the Spirit of Good"                           | Paul Fox       | Kathryn Borel, Jr              | 3 tháng 11 năm 2019  |
| Bài báo về ý kiến của Anne không được nhận đúng như kế hoạch của cô ấy và những người lớn tuổi trong thị trấn cấm Anne xuất hiện trên tờ báo và hướng dẫn họ về những gì họ có thể và không thể viết. Để phản đối, Anne tổ chức một cuộc biểu tình với những người bạn của mình tuyên bố rằng họ nên có quyền tự do ngôn luận. Anne và Diana có cuộc cãi vã và không còn tình bạn đẹp như trước. |                    |                                                                   |                |                                |                      |
| 25 | 8                  | "Great and Sudden Change"                                         | Amanda Tapping | Jane Maggs                     | 10 tháng 11 năm 2019 |
| Các trưởng lão trong thị trấn bí mật đốt trường học và lấy đi máy in của họ. Bà Lynde nhận ra rằng họ đã làm điều đó và đe dọa sẽ nói với mọi người trừ khi có thêm ba phụ nữ nữa vào hội đồng quản trị thị trấn. Các học sinh tham dự kỳ thi đầu vào Queens, bao gồm cả Diana, người được dì Josephine khuyến khích làm bài thi. Ka'kwet chạy khỏi trường nội trú và trở về làng của mình. Mẹ của Bash đến Avonlea để giúp chăm sóc em bé. Ông Rose cho phép Gilbert kết hôn với con gái của mình, và nói rằng ông sẽ giúp trang trải chi phí học tập y tế ở Paris. Trước khi tiếp tục đề nghị với Winifred, Gilbert đã nói chuyện với Anne để xem liệu cô ấy có muốn ở bên anh hay không, nhưng Anne không chắc phải làm gì và từ chối anh. Diana và Anne làm lành và trở thành bạn của nhau. |                    |                                                                   |                |                                |                      |
| 26 | 9                  | "A Dense and Frightful Darkness"                                  | Paul Fox       | Tracey Deer & Shernold Edwards | 17 tháng 11 năm 2019 |
| Các nhà chức trách quay trở lại ngôi làng của người da đỏ và buộc loại bỏ Ka'kwet và đưa cô ấy trở lại trường học. Matthew và Anne đi cùng với cha mẹ của Ka'kwet để đưa Ka'kwet trở lại, nhưng không thể làm như vậy. Anne ghi lại cảm xúc của mình dành cho Gilbert trong một tờ giấy ghi chú, nhưng tờ giấy đó bị đặt không đúng chỗ và Gilbert không bao giờ đọc nó. Thay vào đó, anh đến Charlottetown để cầu hôn Winifred. Bash và mẹ tranh cãi về sự khác biệt của họ. |                    |                                                                   |                |                                |                      |
| 27 | 10                 | "The Better Feeling of My Heart"                                  | Amanda Tapping | Moira Walley-Beckett           | 24 tháng 11 năm 2019 |
| Hầu hết các học sinh đều vượt qua bài kiểm tra để được nhận vào trường Queen's College. Diana cũng được chấp nhận, nhưng phải mất một thời gian trước khi cha mẹ cô cho phép cô theo học. Gilbert cuối cùng nói với Winifred rằng anh không thể kết hôn với cô, vì anh ta đang yêu một người khác. Trong khi đó, Anne xé một mẩu giấy mà không đọc nó khi Gilbert bày tỏ tình yêu của mình với cô. Marilla và Matthew giúp Anne kết nối lại với thông tin về cha mẹ cô. Bash và mẹ anh quyết định để một Elijah tỉnh táo và vô cùng nghiêm túc ở lại với họ. Anne và Gilbert cuối cùng đã phát hiện ra tình cảm của nhau, và hứa sẽ giữ liên lạc khi cô ấy học tại trường Queen's College và anh ấy học đại học Toronto. Tuy nhiên, câu chuyện của Ka'kwet vẫn còn dang dở.                     |                    |                                                                   |                |                                |                      |

## Sản xuất

### Phát triển
Danh sách các công ty sản xuất là Northwood Anne, Northwood Entertainment và Canadian Broadcasting Corporation. Nhà điều hành sản xuất là Miranda de Pencier và sáng tạo phim Moira Walley-Beckett.
Theo de Pencier, việc chuyển thể tiểu thuyết sang loạt phim truyền hình  nhằm cung cấp một cái nhìn và cảm giavs khác so với các tác phẩm trước đây; họ đã hướng tới  "cấp độ hiện thực của phim tài liệu", thể hiện qua các chi tiết từ trang phục và phục sức.
Sản xuất mùa thứ ba bắt đầu vào tháng 3 năm 2019.

### Nhân viên
Bên cạnh việc bộ phim có số lượng nhân vật nữ nhiều hơn nam, phụ nữ còn đóng vai trò điều hành sản xuất và chế tác, bộ phim còn có một số đạo diễn là nữ. Mọi nhà văn của truyện cũng đều là nữ, chế tác Moira Walley-Beckett đã viết kịch bản cho toàn bộ phần đầu tiên, và phần 2 và 3 cũng được tham gia bởi một nhóm nhà văn nữ.

### Công tác tuyển chọn diễn viên
Khoảng 1800 cô gái ở ba lục địa đã tham gia thử vai cho vai Anne Shirley thông qua một cuộc gọi diễn viên mở. Amybeth McNulty đã được chọn vì khả năng truyền tải những đoạn hội thoại "cực kỳ dày dặn, năng động và đẹp đẽ", theo Miranda de Pencier. Walley-Beckett mô tả cô ấy ngay lập tức "sáng chói", trong trẻo, thông minh, có hồn và đa cảm. Theo một cuộc phỏng vấn với McNulty, một người Canada gốc Ailen có sự nghiệp trên sân khấu bao gồm Annie, The Sound of Music, and Oliver!, và trên màn ảnh trong Agatha Raisin và Clean Break, buổi thử giọng của cô ấy cho  Anne "bao gồm nói chuyện với cây, trò chuyện với hoa và xây những chiếc ngai vàng cho cây.

### Quay phim
Bộ phim thỉnh thoảng được quay tại Đảo Hoàng tử Edward nhưng, vì lí do kinh phí, bộ phim chủ yếu được quay tại Nam Ontario, tại trường quay Toronto, tại các địa điểm ngoài trời  ở hoặc gần Toronto bao gồm làng Black Creek Pioneer , ở vùng Waterloo  tại các địa điểm bao gồm làng Doon Pioneer, Castle Kilbride, New Hamburg, Cambridge, và các cộng đồng như Millbrook, Pickering, Hamilton, and Caledon.

### Âm nhạc
Bài hát mở đầu là bài hát "Ahead by a Century" do ban nhạc Canada The Tragically Hip sáng tác và biểu diễn.  Nhạc nền được sáng tác bởi Amin Bhatia and Ari Posner.

## Chủ đề
Trong khi "nhiều khoảnh khắc kinh điển [của cuốn tiểu thuyết] được tái hiện một cách nghiêm túc," Walley-Beckett đã xây dựng Anne with an E với "dòng điện u ám" so với các bản chuyển thể trước đó của Anne of Green Gables.  Cô ấy hình dung Anne như một phản anh hùng, thêm tiền truyện vào tác phẩm chuyển thể này để nhấn mạnh các tác động của bắt nạt, phân biệt đối xử dựa trên giai cấp, sự cô lập của xã hội, và hậu quả là hậu chấn tâm lý thông qua nhân vật Anne (các chủ đề được gợi ý, nhưng chưa bao giờ được đề cập chi tiết trong tiểu thuyết gốc). Walley-Beckett nói thêm: "Trong thời đại ngày nay, các chủ đề về bản sắc, định kiến, bắt nạt, trở thành người ngoài cuộc, tìm cách để được chấp nhận và cách thuộc về hoàn toàn mang tính thời sự và siêu phù hợp, và đó là những chủ đề được xây dựng thêm vào câu chuyện của Anne.'" Cô tiếp tục gọi Anne Shirley là "nhà nữ quyền tình cờ", và cô "thực sự muốn kể câu chuyện này ngay bây giờ như thế nào.". Amybeth McNulty (người đóng vai Anne) cũng nói rằng, "mọi người có thể nghĩ [những cảnh mới] khá đồ họa… nhưng tôi nghĩ đã đến lúc thành thật." 

### Season 2
Trong mùa thứ hai, theo những gì cô gọi là "kế hoạch tổng thể" của mình, Walley-Beckett đã giới thiệu một nhân vật hoàn toàn mới của riêng mình, Bash, để phản ánh sự đa dạng chủng tộc tại và xung quanh Charlottetown vào thời điểm của cuốn tiểu thuyết, nhằm đại diện cho một cộng đồng vắng bóng trong các bản chuyển thể trước. Và cô đã được điều này bằng cách cho Gilbert đi du lịch trên một con tàu hơi nước và gặp gỡ nhân vật mới ở Trinidad: "Bash là phương tiện để khám phá sự không khoan dung và bất bình đẳng, thậm chí nhiều hơn khi anh ta đến The Bog, khi anh ta biết rằng những người da đen khác sống ở đó." Walley-Beckett giải thích rằng: "The Bog là cộng đồng nằm ngay bên ngoài Charlottetown, nơi mọi người da màu bị gạt ra ngoài lề và có cộng đồng riêng của họ ở đó."

### Season 3
Trong mùa thứ 3, các chủ đề như bản sắc, nữ quyền, bắt nạt và bình đẳng giới đã được khai thác. Mùa ba cũng khai thác về chủ đề trường nội trú sự đối xử với người Châu Mỹ bản địa trong lịch sử Canada.

## Phát sóng
Bộ phim ban đầu được công chiếu vào ngày 19 tháng 3 năm 2017, trên CBC và phát sóng hàng tuần, phần cuối của mùa phát sóng vào ngày 30 tháng 4 năm 2017. Loạt phim ra mắt trên Netflix vào ngày 12 tháng 5 năm 2017, với tựa đề Anne with an E.
Vào ngày 3 tháng 8 năm 2017, CBC và Netflix đã làm mới loạt phim này với 10 tập của mùa 2, được công chiếu trên Netflix vào ngày 6 tháng 7 năm 2018,, và trên CBC vào ngày 23 tháng 9 năm 2018. CBC đề nghị  Anne with an Ebắt đầu từ mùa 2.
Vào tháng 8 năm 2018, CBC và Netflix đã gia hạn loạt phim cho phần thứ ba dài 10 tập, công chiếu vào ngày 22 tháng 9 năm 2019, trên CBC, và được phát hành trên Netflix vào ngày 3 tháng 1 năm 2020.

### Hủy bỏ
Chủ tịch CBC Catherine Tait tuyên bố vào tháng 10 năm 2019 rằng họ sẽ không tham gia hợp tác sản xuất với Netflix nữa, vì chúng tạo thành các thỏa thuận "làm tổn hại đến khả năng tồn tại lâu dài của ngành công nghiệp nội địa của chúng tôi". Một ngày sau khi mùa thứ ba kết thúc ở Canada và bất chấp tuyên bố từ CBC trước đó bày tỏ "không nghi ngờ gì rằng người Canada sẽ tiếp tục yêu loạt phim đẹp và ấm áp này trong các mùa tới," Netflix và CBC đã thông báo hủy bỏ chương trình vào buổi sáng sau đêm chung kết phần ba được phát sóng tại Canada, tiếp thị bản phát hành phần ba trên Netflix là "mùa cuối cùng" của chương trình."
Các lý do thay thế cho việc hủy bỏ đã được đưa ra vào ngày 27 tháng 11 để phản ứng với một chiến dịch Twitter để cứu chương trình, cụ thể là thiếu sự tăng trưởng khán giả trong độ tuổi 25–54, mà người hâm mộ trên Twitter và Facebook đã thách thức bằng cách đặt câu hỏi về cách CBC theo dõi độ tuổi của người xem. Mặc dù CBC chỉ ra rằng Netflix đã đồng ý rằng mùa thứ ba sẽ là phần cuối cùng của chương trình, nhưng người hâm mộ đã bắt đầu một chiến dịch phối hợp trực tuyến và ngoại tuyến, phần lớn được dẫn dắt bởi người hâm mộ Twitter thông qua hashtag #renewannewithane. Người hâm mộ đã khởi xướng một bản kiến nghị để phản đối việc hủy bỏ buổi biểu diễn, và người hâm mộ cũng đã huy động vốn từ cộng đồng để dựng biển quảng cáo ở Toronto và New York. Nam diễn viên Canda Ryan Reynolds và ca sĩ người Anh Sam Smith cũng đã tweet ủng hộ bộ phim.

## Tiếp nhận

### Phản hồi quan trọng
Palak Jayswal cho toàn bộ loạt phim năm trong số năm sao và lưu ý rằng mặc dù các tác phẩm văn học cổ điển thường được giữ nguyên vẹn nhất, Anne with a E đưa ra một nghiên cứu điển hình hữu ích về thời điểm "bản làm lại của một tác phẩm kinh điển được thực hiện tốt hơn bản gốc."  Cô ấy gợi ý rằng mặc dù "bản chuyển thể của Netflix là tàn bạo", nhưng miêu tả của nó là "chân thực về cuộc sống như thế nào trong khoảng thời gian của một cô gái mồ côi." Do đó, cô ấy nói rằng "lý do chương trình này thành công như vậy là khả năng của nó không chỉ làm cho câu chuyện gốc trở nên sống động mà còn thêm vào nó một cách thực sự chân thực."  Erin Maxwell đồng tình, lập luận rằng trái ngược với Tiger King, "Anne With an E có thể là chương trình truyền hình bổ ích và hấp dẫn nhất mà không ai ở Mỹ nói đến. Nhưng nó chắc chắn là một chương trình cần được xem, thảo luận và xem lại một cách trân trọng."  Cô ấy cũng lưu ý rằng "thỉnh thoảng có những thay đổi trong câu chuyện và cố gắng "đánh thức", nhưng nó không đi lệch hướng nhiều so với câu chuyện gốc." Chad Jones coi toàn bộ loạt phim là một bản chuyển thể "tuyệt vời" của cuốn tiểu thuyết, lưu ý rằng "từ bài hát chủ đề của "The Tragically Hip đến các vấn đề thời sự - phân biệt chủng tộc, nữ quyền, bắt nạt - có thể đã được gợi ý trong cuốn sách nhưng chắc chắn đã được nhà sáng tạo Moira Walley-Beckett đề cập đến. , đây không phải là "Green Gables" của bà bạn.

#### Mùa 1
Trên Rotten Tomatoes mùa 1 có tỷ lệ phê duyệt là 83% dựa trên 29 bài phê bình. Sự đồng thuận phê bình của trang web cho biết: "Anne với chữ E sử dụng nhân vật trung tâm phức tạp của nó để mang đến một góc quay cộng hưởng đầy cảm xúc, phong cách táo bạo trên tài liệu nguồn cổ điển đáp ứng theo đúng nghĩa của nó."  Bộ truyện đã nhận được xếp hạng 79 trên Metacritic dựa trên mười lăm đánh giá, chỉ ra "đánh giá chung là thuận lợi".
Emily Ashby, viết cho Common Sense Media, gọi bộ truyện là một cách diễn giải "đặc biệt" và "ngoạn mục", cho nó 4/5 sao. Tasha Cerny, cộng tác viên của Tracking Board, ca ngợi kỹ thuật quay phim là tươi tốt và đầy màu sắc, các nhân vật sống động, và cốt truyện "ly kỳ một cách đáng ngạc nhiên đối với câu chuyện về một cô gái trẻ sống trong một cộng đồng nhỏ hẻo lánh vào cuối thế kỷ 19. Tôi cười, tôi đã khóc, và tôi cũng không mong đợi từ một chương trình về một cô bé. " Gwen Inhat của The A.V. Club gọi bộ truyện là cuốn tiểu thuyết "ngay lúc đen tối và ngọt ngào hơn cuốn tiểu thuyết gốc", ca ngợi dàn diễn viên cốt cán, dành mức cao nhất cho vai chính của bộ truyện:
AAmybeth McNulty đã bất chấp tuổi trẻ của mình với một màn trình diễn không giống với Anne hơn là một sự chiếm hữu tuyệt đối. Không thể dễ dàng để làm cho ngôn ngữ huyền ảo của Anne hát theo cách cô ấy làm, và McNulty nắm bắt được sự vụng về đáng yêu giúp Anne thu phục mọi người mà cô ấy tiếp xúc.
Viết ra tập phim dài 90 phút cho Toronto Star, Johanna Schneller đánh giá cao sự ra đi của Walley-Beckett khỏi cuốn tiểu thuyết,, đưa ẩn ý của nó:" Đọc giữa các dòng của cuốn tiểu thuyết và thêm kinh nghiệm, cô ấy cho chúng ta cái nhìn nhanh nhưng mạnh mẽ về những khốn khổ mà nhiều trẻ mồ côi phải đối mặt trong nền văn hóa đế quốc những năm 1890. " Hanh Nguyen, xem lại loạt bài cho IndieWire, đồng tình với đánh giá này, nói:
Thay vì phá hỏng bộ truyện, họ đưa ra bối cảnh lý do tại sao Anne sẽ tràn đầy lòng biết ơn đối với vẻ đẹp của thiên nhiên, sự lễ phép cơ bản của con người và có một gia đình để gọi riêng mình. Montgomery đã dựa nhiều vào nhu cầu thoát ra khỏi trí tưởng tượng của Anne về tuổi thơ cô đơn của chính cô ấy, và những câu chuyện của cô ấy luôn có một sự cay đắng tiềm ẩn khiến chúng trở nên ngọt ngào hơn.
Jen Chaney, viết cho Vulture.com, đồng ý, nói: "Điều phân biệt nó với các lần lặp lại trước đây của Anne là nó sẵn sàng làm cứng một số tính mềm mại của câu chuyện, vừa đủ, để tạo ra một yếu tố hiện thực mà các mảnh thời kỳ, liên quan đến Gables hoặc không, có thể có xu hướng tránh. " Neil Genzlinger viết cho The New York Times,bình luận về các báo cáo về bóng tối và sự gan góc, cũng ca ngợi quá trình sản xuất:" Anne của McNulty vẫn tuyệt vời và đáng yêu; cô ấy không hình một chiều của các chuyển thể khác ". Annie Hirschlag, viết cho Mic, gợi ý rằng một Anne thực sự đương đại nhất định phải phản ánh bối cảnh truyền hình hiện tại và nền văn hóa rộng lớn hơn của thời đại (những năm 2010): "Vì giải trí ngày nay tràn ngập các nhân vật phản anh hùng - những nhân vật không hoàn hảo, thậm chí đôi khi phản diện - có nghĩa là chủ nghĩa lý tưởng quen thuộc của Anne được bao quanh bởi bóng tối và sự thống khổ. "
Một số người nhận xét tỏ ra mâu thuẫn hơn, chủ yếu là về những thay đổi của Walley-Beckett đối với câu chuyện. Tiểu thuyết gia người Canada  Saleema Nawaz,  người đã xem lại 90 phút tập đầu tiên cho  Toronto Life,  cho biết cô ấy thích nó hơn những gì cô ấy mong đợi, đặc biệt là các thiết kế và trang phục, cũng như màn trình diễn của McNulty và Thomson, và cô ấy đã chấp thuận lựa chọn bài hát chủ đề phản ánh mức độ liên quan liên tục của tài liệu nguồn. Cô không chắc về việc bộ truyện dự định sẽ đi lạc bao xa so với nguồn tài liệu đó, và không chấp nhận "bộ phim truyền hình được sản xuất, chẳng hạn như cuộc cưỡi ngựa hoang của Matthew". Viết choEntertainment Weekly, Isabella Beidenharn cũng bày tỏ cảm xúc tương tự, nhưng "đặt tài liệu nguồn sang một bên, nó là một chương trình hay", và cô thừa nhận rằng "việc phát minh ra mặt tối có thể giúp Anne With a E phù hợp với bối cảnh truyền hình ngày nay" . Allison Keene, viết cho Collider,đồng ý rằng Anne là một bộ phim truyền hình hay theo cách riêng của nó, nhưng cho rằng nó "chỉ là một bản chuyển thể hợp lý" của cuốn tiểu thuyết, tốt nhất là ở những cảnh nhà: "Không thể phủ nhận Anne với chữ E là nhất phóng tác đầy phong cách mà chúng ta từng thấy về Anne of Green Gables. Nhưng mong muốn tiết lộ nhiều hơn về quá khứ đau khổ của Anne để đúng hơn với những gì mà sự tuyệt vọng của một đứa trẻ mồ côi cảm thấy trái ngược với câu chuyện của Montgomery. " Viết cho Variety, nhà phê bình Sonia Saraiya thậm chí còn phản đối nhiều hơn, một mặt mô tả bộ truyện là "một tác phẩm chuyển thể xuất sắc", "thành công đáng ngưỡng mộ", nhưng mặt khác, "bộ phim không thể duy trì sự rực rỡ, trước tiên là lãnh thổ maudlin và sau đó đi vào saccharine kỳ lạ khi nó kiểm tra giọng điệu của nó ", cho rằng" chương trình hơi bị sa lầy trong việc kể câu chuyện về chứng rối loạn chức năng của Anne ", trình bày" một cái nhìn hơi phiến diện về những thử thách và khổ nạn của Anne mà đôi khi thực sự nhân hóa cô ấy và ở những người khác, đúng hơn là vô nghĩa râm ran ".
Sarah Larson, viết cho The New Yorker, hoàn toàn không ấn tượng với những thay đổi được thực hiện trong câu chuyện, cho rằng chúng làm thay đổi tính cách của Anne đến mức không thể nhận ra. Mặc dù cô thừa nhận rằng việc đưa nội dung ẩn lên trước là một ý tưởng hay, nhưng cô không hài lòng với việc thực hiện, nói rằng kết quả là một phần "Anne mà chúng tôi biết và yêu thích" và một phần "người lạ không đáng tin cậy", gọi là thay đổi và thêm cảnh một sự "phản bội" tiểu thuyết của Montgomery, so sánh cách điều trị không thuận lợi với bản chuyển thể  Patricia Rozema's 1999 của Jane Austen's Mansfield Park. 
Laura Finch viết cho "World", đồng ý, nói rằng, "... mặc dù có một số chủ đề tích cực về nữ quyền được tìm thấy ở đây (như việc con gái có nên đi học hay không), thường rất khó để tìm thấy Anne gốc giữa các cốt truyện không liên quan. "  
Đối với Joanna Robinson, viết cho Vanity Fair,  một vấn đề trọng tâm của chương trình là "dường như nghĩ rằng để Anne trở thành một nhân vật nữ quyền, cô ấy phải chống lại chế độ phụ hệ đầy rơm rạ", v.v. nó đã biến nhiều nhân vật nam thành những kẻ theo chủ nghĩa sai lầm, đáng chú ý nhất là Reverend Allan, người được Anne coi là một "tinh thần tốt bụng" trong cuốn sách: "Anne với chữ E dường như nghĩ rằng chiến thắng của Anne chỉ đáng chú ý nếu cô ấy liên tục nói với cô ấy không thể thành công, trong khi trên thực tế, sự xuất chúng không hề che giấu của cô ấy không cần đến sự phản đối vụng về như vậy. Có vẻ như Anne cần một sự lột xác theo chủ nghĩa nữ quyền triệt để trong khi trên thực tế, câu chuyện thành công của cô ấy là nữ quyền theo đúng nghĩa của nó. " Đây là một phần của một vấn đề chung hơn mà Robinson lưu ý, rằng các xung đột được phóng đại và quá trớn: "loạt phim này phát triển dựa trên bi kịch không ngừng nghỉ." 

#### Mùa 2
Trên Rotten Tomatoes, mùa 2 có đánh giá phê duyệt là 38% dựa trên 8 bài phê bình, với điểm trung bình là 8/10. Hạnh Nguyên viết rằng mặc dù có "những khoảng thời gian buồn bã và hỗn loạn, mùa này cảm thấy tràn đầy năng lượng hơn và sau đó nhẹ nhàng hơn vì nhịp độ nhanh hơn. Da cũng thoải mái hơn và xử lý hài hước trong các tình huống hàng ngày một cách khéo léo đồng thời tự chọc cười bản thân." Allison Keene, bất chấp sự nghi ngờ của cô ấy về sự khác biệt của mùa đầu tiên so với tiểu thuyết gốc, nói rằng nó đã lớn lên đối với cô ấy; cô ấy tán thành "sự thay đổi lớn trong giai điệu" của mùa thứ hai và cách, trong việc rời xa những cuốn sách và mở rộng thế giới, "nó cũng hướng tới sự xuất sắc."  Ngược lại, Heather Hogan, người "ghét" phần đầu tiên vì những lý do tương tự trong bài đánh giá của cô ấy về phần đầu tiên, và mặc dù yêu thích "tính đồng tính" của phần thứ hai, tuy nhiên, kết luận của cô ấy là như vậy: " Anne With an E tiếp tục sử dụng các nhân vật được khắc họa từ năm 2018 để giải thích chủng tộc, giới tính và tình dục cho những người trên Đảo Hoàng tử Edward vào năm 1908 như một cách giải thích những điều đó cho những người xem truyền hình trên internet vào năm 2018. Nó lắt léo và kỳ lạ và đôi khi đáng xấu hổ. Lời thoại đôi khi có cảm giác như nó được viết bằng ngôn ngữ ngoài hành tinh và chạy qua Google Translator. Bộ phim bị quá tải đến mức nực cười. Các nhân vật vẫn không thể nhận ra được. "
Meghan O'Keefe, người bị "thu hút " bởi phần đầu tiên, bị "bối rối" bởi sự lựa chọn cốt truyện mới của mùa thứ hai: "Tôi không phải là người theo chủ nghĩa thuần túy đến mức tôi cần các bản chuyển thể truyền hình để đạt được từng nhịp của một tiểu thuyết, nhưng tôi nghĩ rằng truyền hình làm cho gia đình nên hiểu triết lý cốt lõi của riêng họ là gì. Mặc dù bản năng của Walley-Beckett là tốt, nhưng tôi nghĩ chương trình này quá say mê với những cạm bẫy của bóng tối để nhận ra rằng Anne of Green Gables đã phải chịu đựng điều này dài bởi vì mọi người yêu thích sự cụ thể nhỏ trong cuộc sống của các nhân vật. Việc làm cong những chi tiết này cho những loại phim truyền hình dài tập hơn sẽ làm loãng câu chuyện. " Tác giả Amy Glynn nói" thật đau đớn bởi vì nó trông đáng yêu và được diễn xuất vô cùng tốt. "

#### Mùa 3
Trên Rotten Tomatoes, phần 3 có 3 (trong số 3) bài phê bình tích cực. Mặc dù loạt phim đã bị hủy bất ngờ, Alici Rengifo thấy rằng nó đã kết thúc đúng như ý muốn ends, đưa Anne đến điểm "phát triển thực sự"; phần cuối là "tất cả cuộc sống thực dự diễn ra như thế nào." Shannon Campe than thở: "Thật khó để không cảm thấy bộ phim kết thúc ngay khi nó bắt đầu tìm thấy tiếng nói của mình " ngay cả khi nó có một số thông điệp  "thân thiện với trẻ em" về phân biệt chủng tộc và các vấn đề khác. Rengifo đánh giá cao  "nó có nhiều bước ngoặt nhỏ, một hành trình và một loạt các nhân vật  ".
Thật đáng tiếc khi chương trình phải rời đi, nó có phong cách cổ điển giống như những cuốn sách như "Little Women," đông thời cập nhật những giai điệu cho người xem, những người có thể cùng lúc có rất nhiều niềm vui và cả những bài học cuộc sống. Anne sẽ bị bỏ lỡ, hy vọng cô ấy sẽ được thừa kế.

## Phần thưởng và đề cử
| Năm  | Giải thưởng                | Thể loại                                                   | Người được đề cử     | Kết quả   | Tham khảo |
| ---- | -------------------------- | ---------------------------------------------------------- | -------------------- | --------- | --------- |
| 2018 | Giải thưởng màn ảnh Canada | Nữ diễn viên chính xuất sắc nhất, phim truyền hình dài tập | Amybeth McNulty      | Đề cử     | [ 72 ]    |
| 2018 | Giải thưởng màn ảnh Canada | phim chính kịch hay nhất                                   | Anne with an E       | Đoạt giải | [ 73 ]    |
| 2018 | Giải thưởng màn ảnh Canada | Nam diễn viên phụ xuất sắc nhất, Drama                     | R. H. Thompson       | Đoạt giải | [ 73 ]    |
| 2018 | Giải thưởng màn ảnh Canada | Best Supporting Actress, chính kịch                        | Geraldine James      | Đề cử     | [ 73 ]    |
| 2018 | Giải thưởng màn ảnh Canada | Màn trình diễn khách mời hay nhất                          | Deborah Glover       | Đề cử     | [ 73 ]    |
| 2018 | Giải thưởng màn ảnh Canada | Best Direction, Drama Series                               | Helen Shaver         | Đề cử     | [ 73 ]    |
| 2018 | Giải thưởng màn ảnh Canada | Best Direction, Drama Series                               | Niki Caro            | Đề cử     | [ 73 ]    |
| 2018 | Giải thưởng màn ảnh Canada | Phim bộ, chính kịch hay nhất                               | Moira Walley-Beckett | Đề cử     | [ 73 ]    |
| 2018 | Teen Choice Awards         | Chương trình truyền hình đột phá                           | Anne with an E       | Đề cử     | [ 74 ]    |
| 2019 | Giải thưởng ACTRA Toronto  | Outstanding Performance - Female                           | Amybeth McNulty      | Đoạt giải | [ 75 ]    |
| 2019 | GLAAD Media Award          | Outstanding Kids & Family Programming                      | Anne with an E       | Đề cử     | [ 76 ]    |
| 2019 | Canadian Screen Awards     | Phim bộ hay nhất                                           | Anne with an E       | Đoạt giải | [ 73 ]    |
| 2019 | Canadian Screen Awards     | Nữ diễn viên chính xuất sắc nhất, phim truyền hình dài tập | Amybeth McNulty      | Đoạt giải | [ 73 ]    |
| 2019 | Canadian Screen Awards     | Nữ diễn viên phụ xuất sắc nhất, chính kịch                 | Geraldine James      | Đoạt giải | [ 73 ]    |
| 2019 | Canadian Screen Awards     | Nam diễn viên phụ xuất sắc nhất, chính kịch                | R. H. Thompson       | Đoạt giải | [ 73 ]    |
| 2019 | Canadian Screen Awards     | Hướng đi hay nhất, phim chính kịch                         | Helen Shaver         | Đề cử     | [ 73 ]    |
| 2019 | Canadian Screen Awards     | Phim bộ, chính kịch hay nhất                               | Kathryn Borel        | Đề cử     | [ 73 ]    |
| 2019 | Canadian Screen Awards     | Màn trình diễn khách mời hay nhất                          | Dalmar Abuzeid       | Đề cử     | [ 73 ]    |
| 2020 | ACTRA Toronto Awards       | Outstanding Performance - Female                           | Cara Ricketts        | Đoạt giải | [ 77 ]    |
| 2020 | ACTRA Toronto Awards       | Outstanding Performance - Male                             | Dalmar Abuzeid       | Đoạt giải | [ 77 ]    |
| 2020 | ACTRA Toronto Awards       | Outstanding Performance - Male                             | Araya Mengesha       | Đề cử     | [ 78 ]    |